# Ferdinand Theissen
Ferdinand Theissen (variants: Theißen, Theiszen) (27 de juliol de 1877, Krefeld - 5 de setembre de 1919, Valeyres) fou un jesuïta, botànic, taxònom, micòleg i explorador alemany. Del 1888 al 1897 estudià a l'escola de Krefeld, després es traslladà a Bleyenbek. Estudià al seminari de Feldkirch, a Suïssa. El 1902 anà al Brasil, on fou professor al col·legi dels jesuïtes i a l'escola local de São Leopoldo. El 1908 tornà a Valkenburg, i després continuà els estudis a la Universitat d'Innsbruck fins a la tardor del 1912.
Va morir durant una excursió científica als alps de Vorarlberg. Van trobar el cos a fons d'un penya-segat.

## Publicacions
- «Zur Revision der Gattung Dimerosporium» (1912)[3]
- Die Gattung Asterina (1913)[4]
- «Die Dothideales» (1915), amb Hans Sydow[5]
- «Synoptische Tafeln» (1918), amb Hans Sydow[6]
- «Xylariaceae Austro-Brasilienses : I. Xylaria» (1927)[7]